# Cardielos
Cardielos ist ein Ort und eine ehemalige Gemeinde (Freguesia) im nordportugiesischen Kreis Viana do Castelo der Unterregion Minho-Lima. Die Gemeinde hatte 1311 Einwohner (Stand 30. Juni 2011).
Am 29. September 2013 wurden die Gemeinden Cardielos und Serreleis zur neuen Gemeinde União das Freguesias de Cardielos e Serreleis zusammengeschlossen. Cardielos ist Sitz dieser neu gebildeten Gemeinde.